# Morti nell'811
| Questa pagina contiene informazioni ricavate automaticamente dalle voci biografiche con l'ausilio del template Bio e di un bot. L'aggiornamento è periodico e automatico e ricostruisce completamente la pagina. Se manca una persona in questa lista, sei pregato di non aggiungerla, ma accertati piuttosto che la sua voce biografica contenga il template Bio e che i dati anagrafici siano correttamente compilati. Se il template Bio manca, inseriscilo tu stesso o, in alternativa, metti l'avviso {{tmp\|Bio}} che ne segnala la mancanza. Se i dati riportati sono sbagliati, correggi direttamente la voce biografica; le modifiche saranno visibili in questa lista entro pochi giorni. Per chiarimenti vedi il progetto biografie. La lista contiene solo le 9 persone che sono citate nell'enciclopedia e per le quali è stato implementato correttamente il template Bio. Pagina aggiornata al 26 mar 2025. |

- 26 luglio - Niceforo I il Logoteta, imperatore bizantino
- 26 luglio - Sisinnio Trifillio, generale e funzionario bizantino
- 4 dicembre - Carlo il Giovane, re franco
- Ecberto (n. 756)
- Mečeslav, re obodrita (n. 761)
- Owain del Dyfed, sovrano gallese
- Pipino il Gobbo, principe e monaco cristiano franco (n. 769)
- Sakanoue no Tamuramaro, militare giapponese (n. 758)
- Teofano d'Atene, imperatrice bizantina